# ジェームズ・ルーズベルト (1760年 – 1847年)
ヤコブス・ルーズベルト(Jacobus Roosevelt、1760年1月10日 – 1847年、ジェームズとも)はアメリカ合衆国のニューヨーク実業家、政治家、ルーズベルト家当主。
ニューヨークで1760年1月10日に生まれ、同年1月23日に洗礼を受けた。父はアイザック・ルーズベルト、母はコーネリア・ホフマン。1780年にプリンストン大学を卒業した。
独立後のニューヨークで砂糖精製業者や銀行家として活躍し、父の財産も相続し、莫大な財産を築いた。活動的連邦主義者で、1796、1797年とニューヨーク州議会議員、1809年には第4区からニューヨーク市議会議員を務めた。しかし、政治への関心は薄く、この家系からはフランクリン・ルーズベルトまで政治家は出なかった。莫大な財産を生かして、慈善活動に従事した。父と同じくバンク・オブ・ニューヨークに携わったが、社長にはならなかった。
ハーレムに石だらけの農地(現在の120街区、第110および第125通りや五番街とイースト川の間の地域)を所有し ていた。部分的にジョン・ジェイコブ・アスター25000ドルでそれを販売した。1819年、ポキプシーに隠棲し、マウント・ホープと呼ばれるハドソン川沿いの広大な土地を購入した。1847年に死亡した。
3回結婚し、アイザック・ダニエル・ルーズベルトなど13人の子供がいた。曾孫は元アメリカ合衆国大統領フランクリン・ルーズベルト。